# 协同调音
在语音学上，協同调音是辅音的一种调音方法，有多於一個调音部位调音。这类辅音称为协同调音辅音。:266, 271

## 分类
协同调音分为两类，其中一种的两个调音部位阻碍相同量的气流，称为双协同调音。:329例如清唇软腭塞音 [k͡p]，这个音相当于是同时以硬腭与嘴唇同时发出清軟腭塞音 [k]和清雙唇塞音 [p]。
另外一种协同调音里面，一个调音部位会比另一个调音部位阻碍更多的气流:329，前者称为主要调音（primary articulation），后者则为次要调音（secondary articulation）。常见的包括唇音化、俄语的软音化等。例如英语 w，常包括软腭的主要调音和嘴唇的次要调音，因为嘴唇的圆角会导致阻塞减少；又如“quit”中的 qu（唇音化为 [kʷ]），具有完全相同的主要和次要调音部位，但它们不仅仅阻碍气流，甚至在软腭处完全阻塞气流。（qu 常被分析为k 和 u 的音列，但这两个部分实际上是同时发音的。[w]）不过有时也会将 u/w 处理成与协同调音非常相像的濁圓唇軟腭近音 [w]，见下文。同样地，圓唇硬腭近音 [ɥ] 通常被视为协同调音，但有时也会单独列作鼻音。
搭嘴音会有两个调音位置同时闭塞，故也属于协同调音。